# Rhodiola pinnatifida
Rhodiola pinnatifida là một loài thực vật có hoa trong họ Crassulaceae. Loài này được Boriss. miêu tả khoa học đầu tiên năm 1939.